# Ivan Bratt

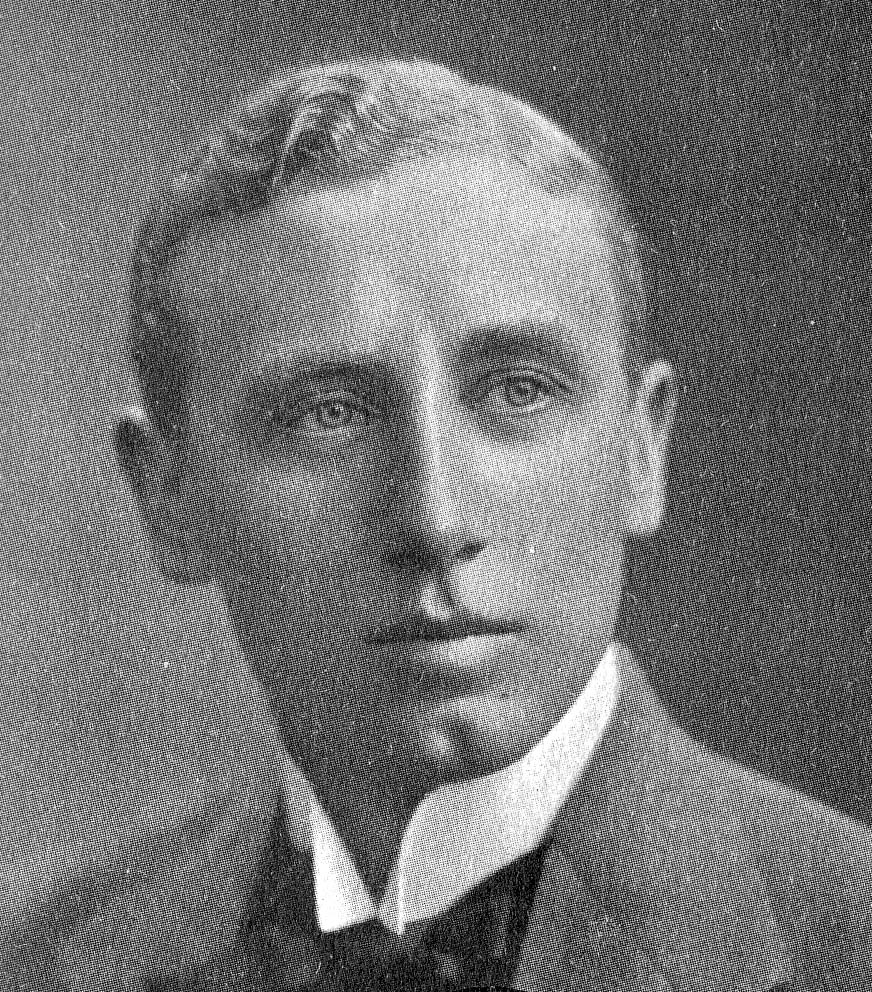
Ivan Bratt, etwa 1915

Ivan Bratt (* 24. September 1878 in Jönköping; † 25. Januar 1956) war ein schwedischer Arzt, Alkoholpolitiker und Unternehmer, der für die Einführung des Motboken bekannt wurde. Es war ein Teil der schwedischen Alkoholpolitik, die nach ihm als das Brattsystem benannt wurde.

## Leben
Bratt gründete 1913 die Aktiengesellschaft Aktiebolaget Stockholmsystemet und ersuchte um eine Konzession für den Handel mit Alkohol in Stockholm, die er auch erhielt. Schon kurze Zeit später begann er Alkoholhändler, Weingeschäfte und Destillen aufzukaufen. Er teilte dem Finanzminister mit, dass, falls es ihm gelänge, die gesamte Alkoholproduktion des Landes aufzukaufen, der Überschuss in die Staatskasse fließen würde. Zwischen 1917 und 1918 kaufte Bratt 98 Firmen und Geschäfte mit dem Geld auf, das er sich zuvor geliehen hatte oder durch andere Verträge gesichert hatte. Innerhalb von vier Jahren gelang es Bratt ein privates Alkoholmonopol zu realisieren. Ihm gehörten “fünf Großhändler, zwei Wohnungsgesellschaften, elf Agenten, eine Brennerei, die Brauerei Carnegie, die Arzneimittelfirma Astra, das Grand Hotel in Stockholm und die Apothekenkette Svanens droghandel”. Der erste Betrag, der an die Staatskasse ging, belief sich auf fünf Millionen Kronen und entsprach zehn Prozent des Staatshaushalts. Vin- och Spritcentralen wurde später geschaffen und der schwedischen Staat löste die Aktien ein.
1923 wurde Bratt für die Liberala samlingspartiet in die damalige zweite Kammer des Reichstages gewählt.

### Bibliografie
- Ivan Bratt Kan nykterhetsfrågan lösas utan totalförbud? Albert Bonniers Förlag 1909.
- Ivan Bratt Nykterhetspolitiska utvecklingslinjer. Albert Bonniers Förlag 1911.
- Ivan Bratt På konsulinnans terrass. Ett samtal om den 27 augusti m.m. Svenska andelsförlaget 1922.
- Ivan Bratt En riksdagsdebatt om spritcentralen. P.A. Norstedt & Söners förlag 1926.

### Biografien
- Knut Falk Märkesmän inom vårt ekonomiska liv. Wahlström & Widstrands förlag 1930. Rezession in der Zeitung Svensk Läraretidning von 1930 online beim Projekt Runeberg